# Echipa națională de handbal feminin a Danemarcei
Echipa feminină de handbal a Danemarcei este echipa națională care reprezintă Danemarca în competițiile interțări oficiale sau amicale de handbal feminin. Echipa este guvernată de Federația Daneză de Handbal (Dansk Håndbold Forbund).
În 1997, Danemarca a devenit prima echipă de handbal feminin deținătoare a celor mai importante trei titluri simultan (titlul olimpic, Campionatul Mondial și Campionatul European).
De asemenea, naționala feminină de handbal a Danemarcei este singura din lume, la masculin sau feminin, care a cucerit titlul la Jocurile Olimpice de vară de trei ori la rând, câștigând medaliile de aur în 1996, 2000 și 2004.
În ciuda acestor rezultate remarcabile, echipa daneză s-a aflat până recent într-un oarecare declin pe scena handbalistică internațională. Totuși, după 16 ani, danezele au obținut o nouă medalie la un Campionat Mondial, în 2013, în Serbia, unde s-au clasat pe locul trei. Aceasta a fost prima medalie obținută de naționala daneză în 9 ani, după argintul câștigat la Campionatul European din 2004, din Ungaria.

## Palmares
Campionatul Mondial
- medalie de aur în 1997
- medalie de argint în 1962 și 1993
- medalie de bronz în 1995 și 2013

Campionatul European
- medalie de aur în 1994, 1996 și 2002
- medalie de argint în 1998 și 2004

Jocurile Olimpice
- medalie de aur în 1996, 2000 și 2004

## Rezultate
Conform paginii oficiale a Federației Daneze de Handbal:

### Jocurile Olimpice
| An        | Poziție          |
| --------- | ---------------- |
| 2016      | Nu s-a calificat |
| 2012      | locul 9          |
| 2008      | Nu s-a calificat |
| 2004      | Câștigătoare     |
| 2000      | Câștigătoare     |
| 1996      | Câștigătoare     |
| 1976-1992 | Nu s-a calificat |

### Rezultate la Campionatul Mondial
| An     | Poziție          |
| ------ | ---------------- |
| 2017   | locul 6          |
| 2015   | locul 6          |
| 2013   | locul 3          |
| 2011   | locul 4          |
| 2009   | locul 5          |
| 2007   | Nu s-a calificat |
| 2005   | locul 4          |
| 2003   | locul 13         |
| 2001   | locul 4          |
| / 1999 | locul 6          |
| 1997   | Câștigătoare     |
| / 1995 | locul 3          |
| 1993   | locul 2          |
| 1990   | locul 10         |
| 1986   | Nu s-a calificat |
| 1982   | Nu s-a calificat |
| 1978   | Nu s-a calificat |
| 1975   | locul 9          |
| 1973   | locul 7          |
| 1971   | locul 6          |
| 1965   | locul 5          |
| 1962   | locul 2          |
| 1957   | locul 5          |

### Rezultate la Campionatele Europene
| An     | Poziție      |
| ------ | ------------ |
| 2018   | Calificată   |
| 2016   | locul 4      |
| / 2014 | locul 8      |
| 2012   | locul 5      |
| / 2010 | locul 4      |
| 2008   | locul 11     |
| 2006   | locul 11     |
| 2004   | locul 2      |
| 2002   | Câștigătoare |
| 2000   | locul 10     |
| 1998   | locul 2      |
| 1996   | Câștigătoare |
| 1994   | Câștigătoare |

### Rezultate în alte competiții
- Cupa Møbelringen 2012: locul 2
- Cupa Møbelringen 2010: locul 2
- Cupa Møbelringen 2008: locul 3
- Cupa Møbelringen 2007: locul 3
- Cupa Møbelringen 2005: Câștigătoare[3]
- Cupa Møbelringen 2003: locul 3
- Cupa Møbelringen 2002: Câștigătoare
- Cupa Mondială GF 2008: locul 2
- Cupa Mondială GF 2006: locul 3
- Trofeul Carpați 1997: Câștigătoare
- Trofeul Carpați 1980: locul 5

## Echipa

### Lotul de jucătoare
Echipa selecționată pentru cele două meciuri de calificare la Campionatul European din 2018, împotriva Sloveniei și Islandei, în mai/iunie 2018.
Antrenor principal: Klavs Bruun Jørgensen
| Nr. | Post            | Nume                  | Data nașterii (vârsta)         | Înălțime | Selecții | Goluri | Echipă              |
| --- | --------------- | --------------------- | ------------------------------ | -------- | -------- | ------ | ------------------- |
| 1   | Portar          | Sandra Toft           | 18 octombrie 1989 (35 de ani)  | 1.76 m   | 96       | 0      | Team Esbjerg        |
| 2   | Inter dreapta   | Pauline Bøgelund      | 17 februarie 1996 (29 de ani)  | 1.74 m   | 6        | 4      | TTH Holstebro       |
| 5   | Pivot           | Sarah Iversen         | 10 aprilie 1990 (34 de ani)    | 1.77 m   | 25       | 39     | Nykøbing Falster HK |
| 8   | Inter stânga    | Anne Mette Hansen     | 25 august 1994 (30 de ani)     | 1.84 m   | 67       | 163    | Győri Audi ETO KC   |
| 9   | Extremă stânga  | Fie Woller            | 17 septembrie 1992 (32 de ani) | 1.76 m   | 47       | 86     | SG BBM Bietigheim   |
| 10  | Pivot           | Kathrine Heindahl     | 26 martie 1992 (32 de ani)     | 1.85 m   | 45       | 93     | Odense Håndbold     |
| 13  | Extremă dreapta | Simone Böhme          | 17 august 1991 (33 de ani)     | 1.69 m   | 22       | 22     | Siófok KC           |
| 15  | Centru          | Nadia Offendal        | 22 octombrie 1994 (30 de ani)  | 1.71 m   | 4        | 11     | Odense Håndbold     |
| 17  | Pivot           | Stine Bodholt Nielsen | 8 noiembrie 1989 (35 de ani)   | 1.76 m   | 45       | 77     | Viborg HK           |
| 18  | Inter dreapta   | Mette Tranborg        | 1 ianuarie 1996 (29 de ani)    | 1.96 m   | 44       | 116    | Odense Håndbold     |
| 19  | Inter dreapta   | Line Jørgensen        | 31 decembrie 1989 (35 de ani)  | 1.86 m   | 148      | 351    | CSM București       |
| 23  | Centru          | Kristina Jørgensen    | 17 ianuarie 1998 (27 de ani)   | 1.86 m   | 12       | 7      | Viborg HK           |
| 24  | Centru          | Mia Rej               | 2 februarie 1990 (35 de ani)   | 1.68 m   | 10       | 17     | København Håndbold  |
| 25  | Extremă dreapta | Trine Østergaard      | 17 octombrie 1991 (33 de ani)  | 1.65 m   | 92       | 136    | Odense Håndbold     |
| 28  | Inter stânga    | Stine Jørgensen (c)   | 3 septembrie 1990 (34 de ani)  | 1.80 m   | 127      | 411    | Odense Håndbold     |
| 32  | Centru          | Mie Højlund           | 24 octombrie 1997 (27 de ani)  | 1.73 m   | 9        | 10     | Odense Håndbold     |
| 36  | Extremă stânga  | Freja Cohrt           | 20 ianuarie 1994 (31 de ani)   | 1.70 m   | 3        | 4      | Odense Håndbold     |
| 40  | Portar          | Althea Reinhardt      | 8 septembrie 1996 (28 de ani)  | 1.84 m   | 28       | 0      | Odense Håndbold     |

## Componențe anterioare ale echipei Danemarcei
Campionatul Mondial din 1993 (Locul 2)
Lene Rantala, Susanne Munk Lauritsen, Rikke Solberg, Anja Andersen, Vivi Kjærsgaard, Janne Kolling, Anette Hoffmann, Camilla Andersen, Tina Bøttzau, Marianne Florman, Anja Hansen, Gitte Madsen, Anne Dorthe Tanderup, Lise-Lotte Lauridsen, Conny Hamann.
Campionatul European de Handbal Feminin din 1994 (Câștigătoare)
Anja Andersen, Camilla Andersen, Conny Hamann, Anja Hansen, Anette Hoffman, Janne Kolling, Susanne Munk Lauritsen, Lene Rantala, Rikke Solberg, Anne Dorthe Tanderup, Heidi Astrup, Susanne Boilesen, Marianne Florman, Marlene Jensen, Tonje Kjærgaard, Gitte Sunesen.
Jocurile Olimpice de vară din 1996 (Câștigătoare)
Anja Andersen, Camilla Andersen, Heidi Astrup, Marianne Florman, Conny Hamann, Anja Hansen, Anette Hoffman, Tonje Kjærgaard, Janne Kolling (căpitan), Susanne Munk Lauritsen, Gitte Madsen, Lene Rantala, Gitte Sunesen, Anne Dorthe Tanderup, Kristine Andersen, Tina Bøttzau.
Campionatul European de Handbal Feminin din 1996 (Câștigătoare)
Anja Andersen, Camilla Andersen, Kristine Andersen, Heidi Astrup, Tina Bøttzau, Marianne Florman, Anja Hansen, Anette Hoffman, Tonje Kjærgaard, Janne Kolling, Susanne Lauritsen, Gitte Madsen, Lene Rantala, Gitte Sunesen, Anne Dorthe Tanderup, Mette Vestergaard.
Campionatul Mondial din 1997 (Câștigătoare)
Anja Andersen, Camilla Andersen, Tina Bøttzau, Anette Hoffman, Tonje Kjærgaard, Janne Kolling, Susanne Lauritsen, Gitte Madsen, Lene Rantala, Gitte Sunesen, Anne Dorthe Tanderup, Lone Mathiesen, Merete Møller, Maybrit Nielsen, Helle Simonsen, Karina Jespersen.
Campionatul European de Handbal Feminin din 1998 (Locul 2)
Camilla Andersen, Kristine Andersen, Anette Hoffmann, Karina Jespersen, Tonje Kjærgaard, Janne Kolling, Susanne Lauritsen, Lene Rantala, Helle Simonsen, Gitte Sunesen, Mette Vestergaard, Lotte Kiærskou, Karen Brødsgaard, Katrine Fruelund, Christina Roslyng Hansen.
Campionatul Mondial din 1999 (Locul 6)
Camilla Andersen, Katrine Fruelund, Lotte Kiærskou, Tonje Kjærgaard, Merete Møller, Lene Rantala, Christina Roslyng, Gitte Sunesen, Mette Vestergaard, Line Daugaard, Natasja Dybmose, Anja Nielsen, Louise Pedersen, Maja Grønbek, Pernille Hansen.
Jocurile Olimpice de vară din 2000 (Câștigătoare)
Camilla Andersen, Tina Bøttzau, Karen Brødsgaard, Katrine Fruelund, Maja Grønbæk, Anette Hoffman, Lotte Kiærskou, Tonje Kjærgaard, Janne Kolling, Anja Nielsen, Lene Rantala, Christina Roslyng, Mette Vestergaard, Rikke Petersen-Schmidt, Karin Mortensen.
Campionatul European de Handbal Feminin din 2000 (Locul 10)
Line Daugaard, Merethe Hansen, Pernille Hansen, Lotte Kiærskou, Karin Mortensen,  Anja Nielsen, Louise Pedersen, Rikke Schmidt, Lene Rantala, Christina Roslyng, Mette Vestergaard, Rikke Hørlykke Jørgensen, Pernille Jørgensen, Majken Larsen, Rikke Skov, Winnie Mølgaard.
Campionatul Mondial din 2001 (Locul 4)
Kristine Andersen, Line Daugaard, Katrine Fruelund, Christina Roslyng, Pernille Hansen, Rikke Hørlykke, Lotte Kiærskou, Karin Mortensen, Louise Pedersen, Lene Rantala, Rikke Schmidt, Mette Vestergaard, Josephine Touray, Heidi Johansen, Ditte Andersen, Mette Melgaard.
Campionatul European de Handbal Feminin din 2002 (Câștigătoare)
Ditte Andersen, Kristine Andersen, Karen Brødsgaard, Line Daugaard, Katrine Fruelund, Christina Roslyng Hansen,  Heidi Johansen, Rikke Hørlykke Jørgensen, Karin Mortensen, Winnie Mølgaard, Lene Rantala, Josephine Touray, Mette Vestergaard, Trine Jensen, Camilla Thomsen, Louise Nørgaard.
Campionatul Mondial din 2003 (Locul 13)
Karen Brødsgaard, Line Daugaard, Katrine Fruelund, Christina Roslyng Hansen, Heidi Johansen, Rikke Hørlykke Jørgensen, Karin Mortensen, Lene Rantala, Rikke Schmidt, Rikke Skov, Camilla Thomsen, Josephine Touray, Lise Knudsen, Rikke Nielsen, Anne Petersen, Tine Ladefoged.
Jocurile Olimpice de vară din 2004 (Câștigătoare)
Kristine Andersen, Karen Brødsgaard (căpitan), Line Daugaard, Katrine Fruelund, Trine Jensen, Rikke Hørlykke Jørgensen, Lotte Kiærskou, Karin Mortensen, Louise Nørgaard, Rikke Petersen-Schmidt, Rikke Skov, Camilla Thomsen, Josephine Touray, Mette Vestergaard, Henriette Mikkelsen.
Campionatul European de Handbal Feminin din 2004 (Locul 2)
Karen Brødsgaard (căpitan), Rikke Hørlykke Jørgensen, Lise Knudsen, Henriette Mikkelsen, Karin Mortensen, Winnie Mølgaard, Rikke Nielsen, Louise Bager Nørgaard, Anne Petersen, Rikke Schmidt, Rikke Skov, Camilla Thomsen, Josephine Touray, Laura Danielsen, Mette Sjøberg, Lene Tobiasen.
Campionatul Mondial din 2005 (Locul 4)
Ditte Andersen, Karen Brødsgaard (căpitan), Katrine Fruelund, Rikke Hørlykke Jørgensen, Lise Knudsen, Karin Mortensen, Rikke Nielsen, Rikke Schmidt, Mette Sjøberg, Josephine Touray, Mette Vestergaard, Jane Wangsøe, Kristina Bille-Hansen, Louise Mortensen, Lene Lund Nielsen, Lene Thomsen.
Campionatul European de Handbal Feminin din 2006 (Locul 11)
Kristina Bille-Hansen, Louise Bager Due, Katrine Fruelund, Henriette Rønde Mikkelsen (căpitan), Karin Mortensen, Louise Mortensen, Lene Lund Nielsen, Rikke Nielsen, Rikke Schmidt, Mette Sjøberg, Rikke Skov, Lene Thomsen, Trine Troelsen, Anette Bonde Christensen, Malene Dalgaard, Kamilla Kristensen, Louise Svalastog.
Campionatul European de Handbal Feminin din 2008 (Locul 11)
Kamilla Kristensen, Henriette Mikkelsen, Karin Mortensen, Louise Mortensen, Lene Lund Nielsen, Rikke Skov (căpitan), Josephine Touray, Trine Troelsen, Gitte Aaen, Mie Augustesen, Camilla Dalby, Katrine Fruelund, Lotte Grigel, Maibritt Kviesgaard, Lærke Møller, Christina Pedersen, Susan Thorsgaard.
Campionatul Mondial din 2009 (Locul 5)
Christina Pedersen, Karin Mortensen, Mie Augustesen, Majbrit Kviesgaard, Louise Bæk Pedersen, Louise Mortensen, Trine Troelsen, Lærke Møller, Camilla Dalby, Line Jørgensen, Lene Lund Høy Karlsen , Kamilla Kristensen, Mette Melgaard, Christina Krogshede, Mette Sahlholt Iversen, Susanne Kastrup, Pernille Larsen, Kristina Kristiansen.
Campionatul European de Handbal Feminin din 2010 (Locul 4)
Mie Augustesen, Camilla Dalby, Line Jørgensen, Kamilla Kristensen, Maibritt Kviesgaard, Pernille Larsen, Mette Melgaard, Karin Mortensen, Lærke Møller, Rikke Skov, Trine Troelsen, Susan Thorsgaard, Berit Kristensen, Ann Grete Nørgaard, Christina Krogshede, Christina Pedersen.
Campionatul Mondial din 2011 (Locul 4)
Mette Melgaard, Maibritt Kviesgaard, Susan Thorsgaard, Christina Krogshede, Karin Mortensen, Pernille Larsen, Christina Pedersen, Line Jørgensen, Kristina Kristiansen, Trine Troelsen, Ann Grethe Nørgaard, Louise Svalastog Spellerberg, Kristina Bille Hansen, Sandra Toft, Maria Fisker, Louise Burgaard, Stine Jørgensen.
Jocurile Olimpice de vară din 2012 (Locul 9)
Karin Mortensen, Christina Pedersen, Ann Grete Nørgaard, Louise Burgaard, Mette Melgaard, Susan Thorsgaard, Marianne Bonde, Christina Krogshede, Pernille Larsen, Line Jørgensen, Trine Troelsen, Rikke Skov, Berit Kristensen, Camilla Dalby.
Campionatul European de Handbal Feminin din 2012 (Locul 5)
Sandra Toft, Cecilie Greve, Rikke Poulsen, Ann Grete Nørgaard, Mie Augustensen, Kristina Bille, Louise Lyksborg, Susan Thorsgaard, Mette Gravholt, Marianne Bonde, Stine Jørgensen, Pernille Larsen, Sofie Bloch-Sørensen, Line Jørgensen, Louise Burgaard, Kristina Kristiansen, Lotte Grigel.

## Antrenori
Lista antrenorilor naționalei Danemarcei începând cu 1946:
- Aksel Pedersen (1946-1958)
- Jørgen Absalonsen (1959-1963)
- Else Birkmose (1963-1965)
- Knud Knudsen (împreună cu: Jørgen Gaarskjær) (1965-1968)
- Hans Erik Nielsen (1969-1976)
- Allan Lund (1976-1980)
- Jørgen Andersson (1980-1981)
- Flemming Skovsen (1982-1985)
- Ole Eliasen (1986-1990)
- Ulrik Wilbek (1991–1998)
- Jan Pytlick (1998–2006)
- Brian Lyngholm (2006-2007)
- Jan Pytlick (2007–prezent)

## Palmares individual
Jucătoarele aflate în activitate sunt evidențiate cu culoare
| #  | Jucătoare              | Meciuri | Goluri |
| -- | ---------------------- | ------- | ------ |
| 1  | Janne Kolling          | 250     | 756    |
| 2  | Karin Mortensen        | 233     | 4      |
| 3  | Lene Rantala           | 226     | 0      |
| 4  | Camilla Andersen       | 194     | 846    |
| 5  | Anette Hoffmann        | 183     | 641    |
| 6  | Katrine Fruelund       | 184     | 570    |
| 7  | Mette Vestergaard      | 181     | 519    |
| 8  | Anne-Marie Nielsen     | 180     | 301    |
| 9  | Susanne Munk Lauritsen | 171     | 3      |
| 10 | Annette Dahl           | 164     | 0      |

| #  | Jucătoare          | Goluri | Meciuri | Medie |
| -- | ------------------ | ------ | ------- | ----- |
| 1  | Camilla Andersen   | 846    | 194     | 4.36  |
| 2  | Janne Kolling      | 756    | 250     | 3.02  |
| 3  | Anja Andersen      | 725    | 133     | 5.45  |
| 4  | Anette Hoffmann    | 641    | 183     | 3.50  |
| 5  | Katrine Fruelund   | 570    | 184     | 3.09  |
| 6  | Mette Vestergaard  | 519    | 181     | 2.86  |
| 7  | Lotte Kiærskou     | 414    | 111     | 3.72  |
| 8  | Ann Grete Nørgaard | 403    | 94      | 4,29  |
| 9  | Josephine Touray   | 383    | 123     | 3.11  |
| 10 | Birte Carlsen      | 375    | 113     | 2.81  |